# Džungľa
Košice – mestská časť Džungľa, Džungľa, Košice-Džungľa, węg. Dzsungel – część miasta Koszyce na Słowacji, wchodząca w skład powiatu Koszyce I. Graniczy od południa z dzielnicą Staré Mesto, od zachodu z dzielnicą Sever, od północy z dzielnicą Sídlisko Ťahanovce i od wschodu z dzielnicą Dargovských hrdinov. Jest najmniejszą i najmniej zaludnioną dzielnicą Koszyc.

## Historia
Nazwa Džungľa pojawia się po raz pierwszy w latach 20. XX wieku. Pochodzi ona od sposobu, w jaki powstawała ta dzielnica – ludzie budowali domy bez pozwoleń. W latach 1961–1992 obowiązywał zakaz budowania na terenie dzielnicy. Ówczesne plany zakładały utworzenia tam parku przemysłowego, jednak nie doszły one do skutku. Od 1990 roku Džungľa jest samodzielnym osiedlem, postuluje się jej połączenie z dzielnicą Północną.

## Topografia
Główną ulicą Džungľi jest ulica Trolejbusowa, przy której znajdują się obiekty handlowe oraz miejska zajezdnia autobusowa. Od wschodu osiedle graniczy z ulicą Preszowską, będącą częścią drogi I/20. Od zachodu osiedle graniczy z rzeką Hornad, przez osiedle przepływa też potok Moňok.

## Symbole
Symbole osiedla Džungľa zostały ustanowione 18 marca 2010.

### Herb Džungľi
Tarcza podzielona faliście, w górnym polu srebrnym czerwona róża, w dolnym polu niebieskim złota lilia. 

### Flaga Džungľi
Od strony drzewca w jednej czwartej dwa poziome pasy, niebieski i żółty; od strony wolnej trzy poziome pasy: niebieski, czerwony i złoty, zakończone dwoma wcięciami. Proporcje 2:3, szerokość wcięć 1:3.